# Tania Bruguera
Tania Bruguera Fernández (Havana, 18 juli 1968) is een Cubaans installatie- en performancekunstenaar en hoogleraar.

## Studie
Van 1983 tot 1987 ging ze naar de Escuela de Artes Plásticas San Alejandro en daaropvolgend tot en met 1992 naar de Hogeschool voor de Kunst, beide in Havanna. Van 1999 tot 2001 studeerde ze aan de School of the Art Institute in Chicago, waar ze haar MFA-graad in performance haalde. In 2001 studeerde ze nog een jaar aan het Chicago Art Institute.
Van 1992 tot 1996 was ze zelf docent aan de Hogeschool voor de Kunst in Havana en sinds 1998 is ze geregeld gastdocent aan diverse universiteiten in Cuba, de Verenigde Staten, Engeland en Italië.

## Werk
Bruguera exposeert wereldwijd. In haar werk brengt ze concepten tot uitdrukking als dwang, misbruik en vrijheid die instinctieve reacties oproepen. Bijvoorbeeld schreef ze in haar werk Rastros Corporales (1982-93) met rode verf letters op de muur. Het is een voorstelling die de ervaring van verbanning uitbeeldt. Voor haar werk Burden of Guilt (1997-99) vervaardigde ze de Vlag van Cuba met menselijk haar. Ze stond eronder met een geslacht lam om haar nek, terwijl ze zand met water en zout naar binnen werkte. Ze beeldde hiermee de Cubanen uit ten tijde van de verovering van hun land door de Spanjaarden.

## Onderscheiding
In 1998 ontving Bruguera een fellowship van de John Simon Guggenheim Memorial Foundation in New York. In 1999 ontving ze een merit scholarship van de School of The Art Institute of Chicago.
In 2008 werd Bruguera onderscheiden met de Prins Claus Prijs in het thema Cultuur en het menselijk lichaam. Het Prins Claus Fonds waardeerde de "kwaliteit van haar kunst, voor het tonen van het lichaam als politieke arena, voor het herintroduceren van performancekunst in de Caribische en Latijnse Amerikaanse cultuur en voor haar inspirerende rol in de Cubaanse kunstwereld."